# Robert Fisk

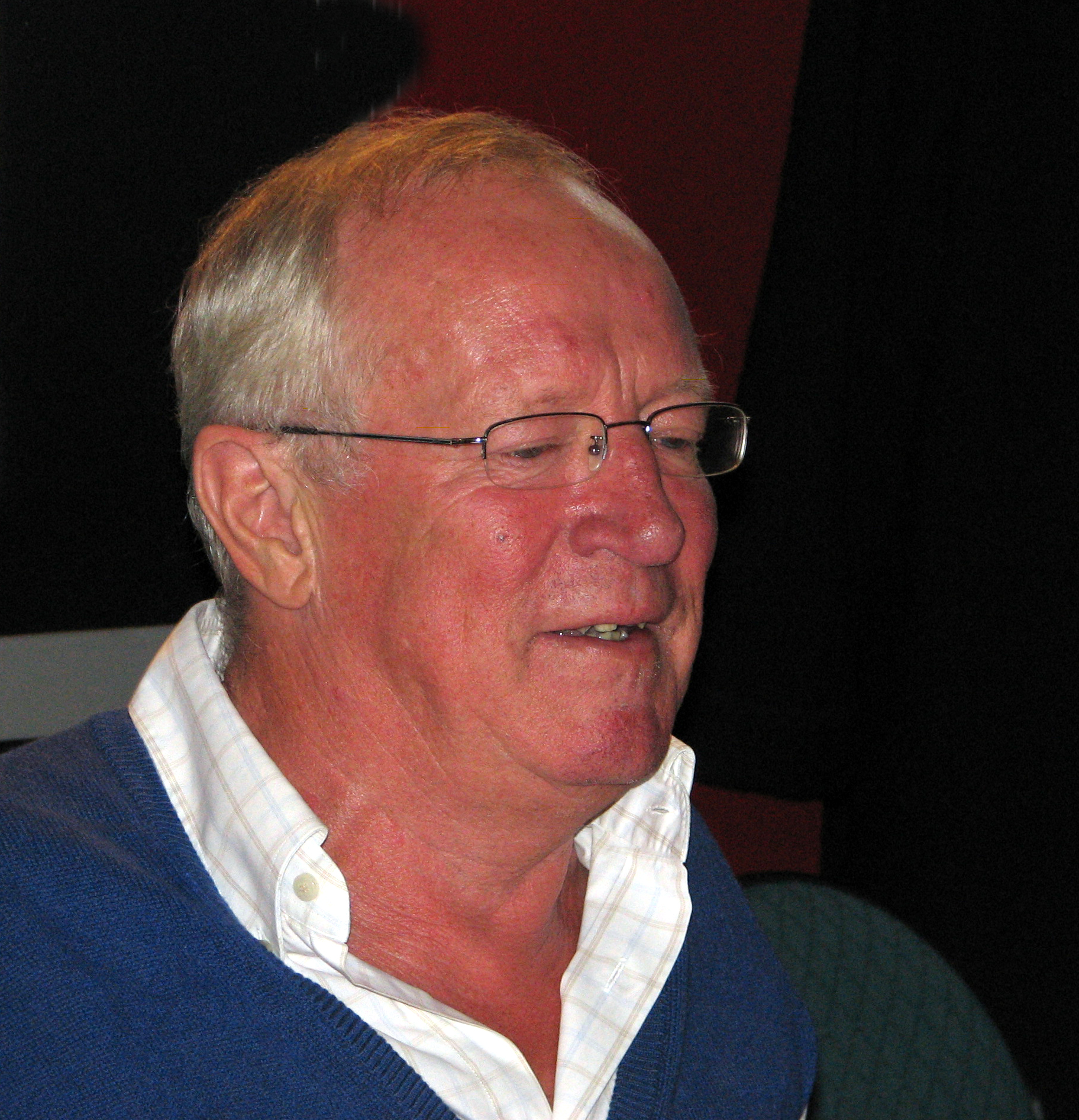
Robert Fisk

Robert Fisk (Maidstone, 12 juli 1946 – Dublin, 30 oktober 2020) was een Engels journalist, schrijver en Midden-Oosten-correspondent (sinds 6 juni 1976, oftewel bijna 40 jaar) voor de Londense krant The Independent.
Fisk heeft verslag gedaan over de Iraanse Revolutie, de Irak-Iranoorlog, de Golfoorlog en het conflict in Algerije. Hij was een van de twee westerse journalisten die bleef in Beiroet (waar hij anno 2015 nog steeds woonde) gedurende de Libanese burgeroorlog, waarover hij een boek schreef, Pity the Nation. Fisk heeft ook verslag gedaan over het conflict tussen Israël en de Palestijnen. Hij spreekt vloeiend Arabisch en is een van de weinige westerse journalisten die Osama bin Laden drie keer geïnterviewd heeft. In zijn videoboodschap kort voor de Amerikaanse presidentsverkiezingen van november 2004 noemde Bin Laden Fisk een "neutrale" journalist. Anno 2004 schreef hij regelmatig over de situatie in Irak en in 2005 kreeg Fisk een eredoctoraat aan de Universiteit Gent vanwege de kritische manier waarop hij journalistiek bedreef.

De enige les die we ooit hebben geleerd, is dat we het echt nooit zullen leren.
— Robert Fisk, in De Morgen, 22 maart 2008.

We hebben ons laten meetronen naar het inferno. Onze aanvoerders, die kleine mannetjes, waren niet op de hoogte van de geschiedenis, of die kon hen gestolen worden.
— Idem.

Fisk overleed op 74-jarige leeftijd in het St Vincent’s Ziekenhuis in zijn woonplaats Dublin.

## Boeken
- The Point of No Return: The Strike which Broke the British in Ulster. London: Times Books/Deutsch, 1975. ISBN 0-233-96682-X.
- In Time of War: Ireland, Ulster and the Price of Neutrality, 1939-1945. London: Gill & Macmillan, 2001. ISBN 0-7171-2411-8. (Eerste druk: 1983.)
- Pity the Nation: Lebanon at War, London: Oxford University Press, 1990. ISBN 0-19-285235-3.
- De grote beschavingsoorlog: de verovering van het Midden-Oosten (vertaald uit het Engels), Amsterdam: Anthos, Antwerpen: Standaard, 2005.
- De eerste holocaust: over de massamoord op de Armeniërs (vertaald uit het Engels), Amsterdam: Ambo, 2008. ISBN 978-90-263-2076-7. Eerder verschenen als De grote beschavingsoorlog, Amsterdam: Anthos, Antwerpen: Standaard, 2005.
- The Age of the Warrior: Selected Writings, London: Fourth Estate, 2008. ISBN 978-00-072-7073-6.